# Postanvisning
Postanvisning, är ett sätt att överföra pengar via Posten i Sverige som numera inte är gångbart. 
Denna posttjänst infördes i Sverige den 1 augusti 1866. Ursprungligen användes vanliga kuvert, på vilka man noterade "Härmed en postanvisning" samt beloppet, men den 1 juli 1869 infördes särskilda blanketter för ändamålet. Till en början kunde postanvisningar sändas inrikes samt till Danmark och Norge, men från 1869 även till Nordtyska förbundet och till USA. Vid Världspostkongressen i Paris 1878 undertecknades Postanvisningsavtalet, varvid det blev möjligt att utväxla postanvisningar med fler länder.
År 1880 infördes särskilda tidningspostanvisningar, 1892 tillkom telegrampostanvisningar, 1908 skattepostanvisningar samt 1909 inkasseringspostanvisningar.
Pengar kunde överföras med postanvisning till 2009 då Svensk Kassaservice upphörde.